# Almuth Berger

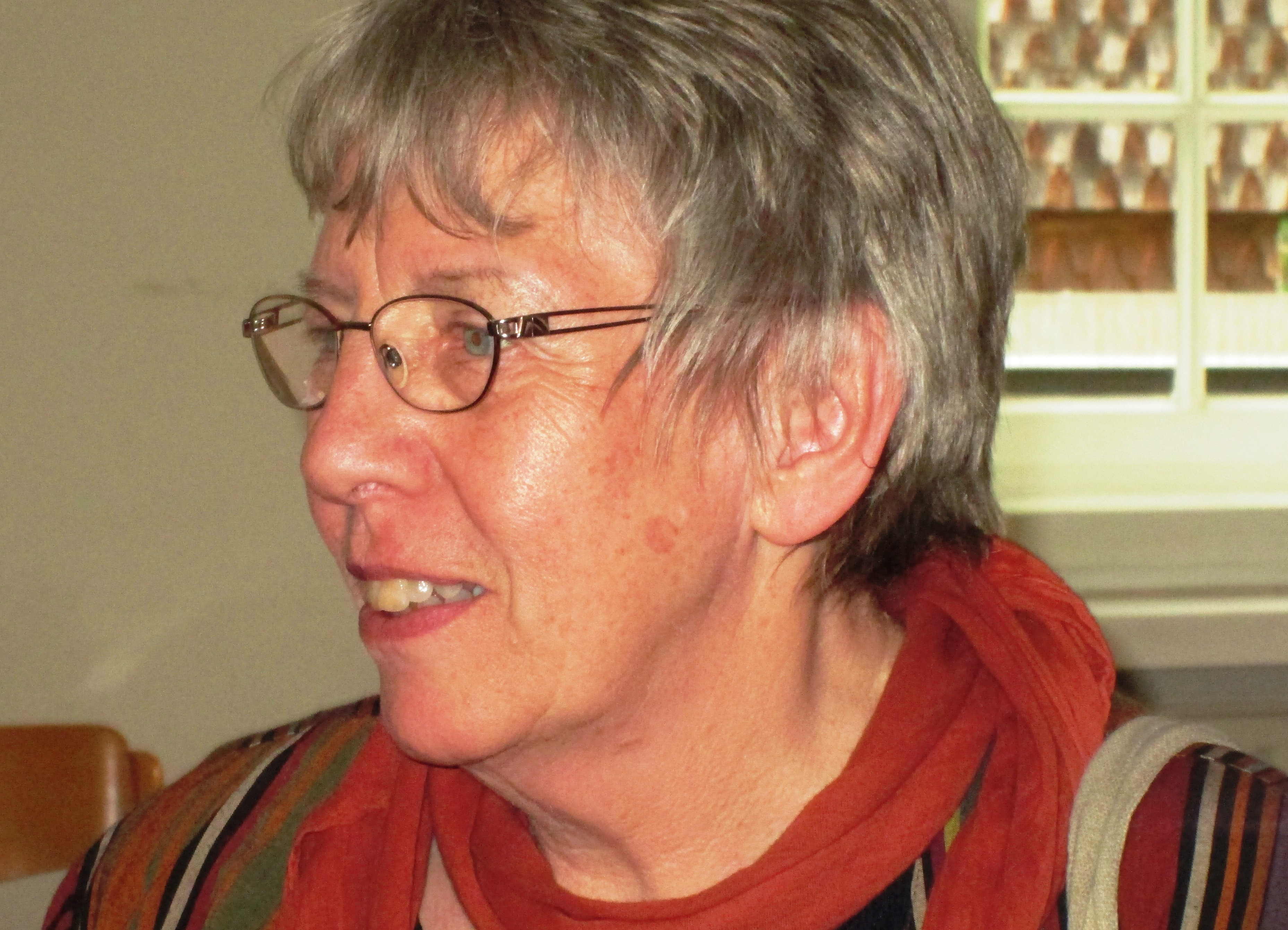
Almuth Berger 2013

Almuth Berger, geb. Brennecke (* 29. April 1943 in Tangermünde, Landkreis Stendal, Provinz Sachsen) ist eine deutsche Pfarrerin. Unter Hans Modrow und Lothar de Maizière war sie Ausländerbeauftragte der Deutschen Demokratischen Republik.

## Leben
Almuth Berger wuchs in einem evangelischen Pfarrhaus als Tochter von Theologen in Jerichow (Kreis Genthin) und später in Berlin auf. Sie studierte von 1961 bis 1966 Evangelische Theologie an der Humboldt-Universität zu Berlin. Von 1976 bis 1985 war sie Pastorin der St.-Michaelis-Gemeinde Magdeburg und vom 1. April 1986 bis zum 31. März 1991 der St.-Bartholomäus-Gemeinde in Berlin.
Seit 1976 war sie in der Friedensarbeit des Bundes der Evangelischen Kirchen in der DDR tätig. Sie beteiligte sich an den Magdeburger Friedenssonntagen und war Mitbegründerin des Magdeburger Kreises „Frauen für den Frieden“. Seit 1986 war sie aktiv in der Ausländerarbeit und beteiligt an der ersten Begegnungsstätte für In- und Ausländer „Cabana“ in der St.-Bartholomäus-Gemeinde Berlin. Seit 2001 ist sie Mitglied des Beirats von  INKOTA-netzwerk.
Ab 1987 arbeitete sie im Arbeitskreis „Absage an Praxis und Prinzip der Abgrenzung“, aus dem im Herbst 1989 die Bürgerbewegung Demokratie Jetzt entstand. Berger war 1989/90 Delegierte von Demokratie Jetzt in der Arbeitsgruppe Ausländerfragen beim Zentralen Runden Tisch. Seit März 1990 war sie Staatssekretärin und Ausländerbeauftragte der DDR-Regierungen Modrow und de Maizière. Sie wurde im Jahr 1991 zur Ausländerbeauftragten des Landes Brandenburg und zugleich zur Referatsleiterin im Ministerium für Arbeit, Soziales, Gesundheit und Frauen berufen. Das Amt der Ausländerbeauftragten übte sie bis zu ihrem Eintritt in den Ruhestand im Oktober 2006 aus. 
Almuth Berger war verheiratet mit dem 2003 verstorbenen Theologen Christfried Berger. Sie hat drei Töchter und lebt in Berlin-Schmöckwitz.

## Ehrungen
- Theodor-Heuss-Preis
- Bundesverdienstkreuz am Bande (8. Oktober 1998)[2]
- Verdienstorden des Landes Brandenburg (2007)